# María Josefa Lastiri
María Josefa Lastiri Lozano (ngày 20 tháng 10 năm 1792 - 1846) là vợ của Tổng thống Francisco Morazán và Đệ nhất Phu nhân Cộng hòa Liên bang Trung Mỹ, Honduras, El Salvador và Costa Rica. Bà sinh ngày 20 tháng 10 năm 1792 với cha mẹ Juan Miguel Lastiri và Margarita Lozano y Borjas ở Tegucigalpa. Honduras. Lần đầu tiên bà kết hôn với chủ đất Esteban Travieso năm 1818, người mà bà đã có 4 đứa con nhưng sau đó ông qua đời vào năm 1825. Khi ông qua đời, bà thừa kế một tài sản. Vào ngày 30 tháng 12 năm 1825, bà kết hôn với Francisco Morazán ở Comayagua, người mà cô chỉ có một con gái, Adela Morazán Lastiri.
Bà là Đệ nhất Phu nhân Honduras từ năm 1827 đến năm 1830, của Cộng hòa Liên bang Trung Mỹ từ năm 1830 đến năm 1834 và từ năm 1835 đến năm 1839, và Tiểu bang El Salvador từ năm 1839 đến năm 1840. Bà ủng hộ các hoạt động chính trị và quân sự của Tướng Morazán, mà bà đã mất đi số vốn lớn mà người chồng đầu tiên của bà thừa kế khi bà mất. Do chiến đấu và bất ổn liên tục tại El Salvador vào thời điểm đó, bà rời khỏi đất nước và xin tị nạn ở Costa Rica. Chính phủ Costa Rica cho biết sẽ cấp yêu cầu này nếu bà và gia đình bà đồng ý định cư tại thành phố Esparza. Lastiri từ chối lời đề nghị và thay vào đó là Chiriquí, nơi bà gặp lại chồng bà. Khi Morazán lên nắm quyền tại Costa Rica, ông lập tức gửi một chiếc thuyền đến Chiriquí để đón Lastiri và gia đình bà.
Sau khi Morazán rơi khỏi quyền lực và hành quyết vào tháng 9 năm 1842, Lastiri và gia đình bà rời khỏi đất nước và trở về El Salvador. Bà qua đời ở San Salvador năm 1846.